# Sugo
In gastronomia, il sugo è una salsa  usata come condimento per pasta, riso o polenta.
Uno dei sughi più noti è quello al pomodoro.

## Preparazione
Ingredienti e procedimento variano notevolmente. Generalmente si fa soffriggere la cipolla o aglio o lo scalogno in olio d'oliva o burro, aggiungendo poi gli altri ingredienti. Se è presente la carne prende il nome di ragù. 
Se gli ingredienti sono mescolati senza cottura, solitamente si parla di pesto, in quanto tradizionalmente vengono pestati in un mortaio (come nel pesto genovese e nel pesto trapanese).

## Elenco di sughi
Alcuni dei più diffusi nella cucina italiana e internazionale:
- Sugo al pomodoro
- Sugo all'amatriciana
- Sugo alla carbonara
- Sugo alla puttanesca
- Sugo alla norma
- Sugo all'ortolana
- Sugo all'arrabbiata
- Sugo aglio e olio
- Sugo allo scoglio
- Ragù bolognese
- Ragù napoletano
- Pesto genovese
- Pesto trapanese